# Ahwahnee Hotel
L'Ahwahnee Hotel, ou The Majestic Yosemite Hotel pendant quelques mois après mars 2016, est un hôtel américain situé à Yosemite Valley, dans le comté de Mariposa, en Californie. Ce lodge est situé dans la vallée de Yosemite au sein du parc national de Yosemite. C'est un National Historic Landmark depuis 1987. C'est également une propriété contributrice au district historique dit « Yosemite Valley » depuis sa création le 14 décembre 2006.
L’interieur a servi d'inspiration pour l'Overlook Hotel du film « Shining » de Stanley Kubrick en 1980.